# Bunchosia maritima
Bunchosia maritima är en tvåhjärtbladig växtart som först beskrevs av Vell., och fick sitt nu gällande namn av Macbride. Bunchosia maritima ingår i släktet Bunchosia och familjen Malpighiaceae. Inga underarter finns listade i Catalogue of Life.